# نجمة على مدى بيت لحم
نجمة على مدى بيت لحم (بالإنجليزية: Star Over Bethlehem) هو كتاب مصور من الشعر والقصص القصيرة حول موضوع ديني من قبل كاتبة قصص الجرائم أجاثا كريستي. تم نشره تحت اسم «أجاثا كريستي مالوان» وهو أحد الكتابين الوحيدين الذين نُشرا بهذا الاسم (الكتاب الآخر تعال أخبرني عن كيفية عيشك). تم نشره في المملكة المتحدة من قبل وليام كولنز وأبناؤه في 1 تشرين الثاني 1965، وفي الولايات المتحدة من قبل شركة دود وميد.